# Lola Voronina

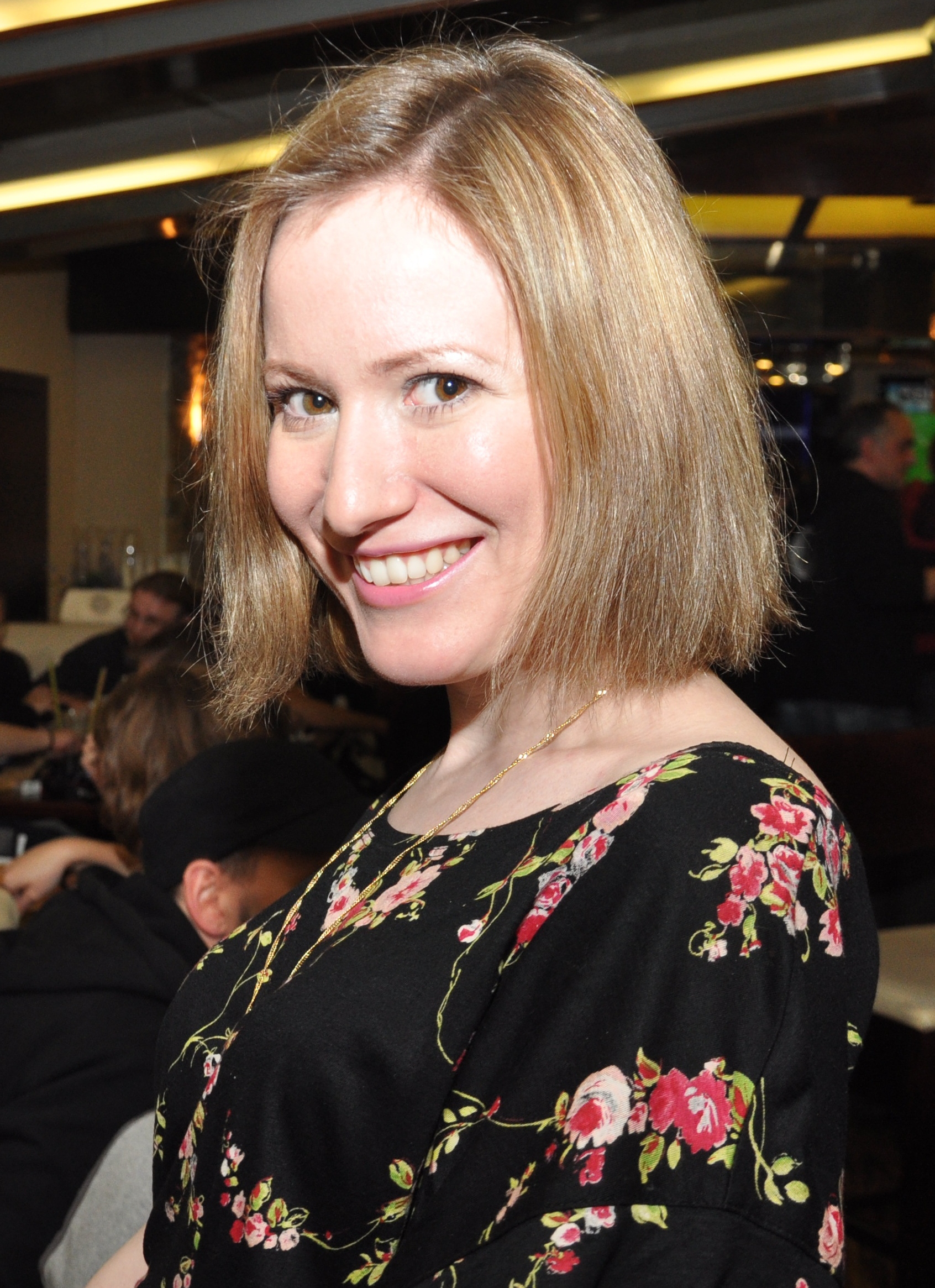
Lola Voronina.

Lola Voronina (ryska: Лола Воронина), född 26 november 1983, är en rysk piratpartist, som tillsammans med ryskfödda Grégory Engels från Tysklands Piratparti koordinerat den internationella organisationen Pirate Parties International (PPI) sedan den 15 april 2012. År 2011 till 2012 var hon dessutom generalsekreterare för organisationen.